# Labium walkeri
Labium walkeri är en stekelart som beskrevs av Turner och James Waterston 1920. Labium walkeri ingår i släktet Labium och familjen brokparasitsteklar. Inga underarter finns listade i Catalogue of Life.